# Shabu shabu
Shabu shabu (しゃぶしゃぶ, shabu shabu efter lyden der opstår ved tilberedningen) er en japansk fondue i stil med nabemono. Shabu shabu består af tynde skiver kød og grøntsager, der for det meste serveres i en dipsovs. Retten er i familien med sukiyaki men smagen er anderledes, idet den er mindre sød. Det er først og fremmest en vinterret, men den kan findes hele året, især i restauranter der benyttes af turister.

## Ingredienser og tilberedning
Retten tilberedes traditionelt af tynde skiver oksekød, men nu om stunder benyttes også svin, krabber, høns, ænder eller hummere. For det meste bruges mør entrecôte, men mindre møre stykker som sirloin steak er også almindeligt. Dyrere kød kan takket være sin bedre smag og struktur også bruges. Shabu shabu serveres normalt med grøntsager (kinakål, krysantemumblade, nori, løg, gulerødder, shiitake- og enokisvampe) eller tofu.
Tilberedningen sker ved bordet, idet et stykke kød dyppes og skubbes frem og tilbage i en gryde med kogende afkog af tang eller bare kogende vand (lyden der opstår på den måde gav retten sit navn). Kogt kød og grøntsager dyppes normalt i ponzu eller en sovs af sesamfrø, før de spises sammen med skål kogte hvide ris. Efter at kødet og grøntsagerne er spist, bliver resten af indholdet i gryden normalt blandet med resten af risen eller med japanske nudler som udon til en suppe, der spises til slut.

## Historie
Retten er afledt af retten shuàn yáng ròu (涮羊肉, kort stegt fårekød) fra det 13. århundrede, hvor Kublai Khan behøvede en effektiv måde at ernære sine soldater på. I modsætning til i dag, hvor hver person har sin egen gryde, samledes Kublai Khans tropper om en stor gryde og kogte sammen. Der blev benyttet tynde skive kød, fordi det var hurtigere at koge, hvilket betød en effektiv udnyttelse af det værdifulde brænde.
Shabu shabu blev første gang tilbudt i en restaurant i Kyoto omkring 1948 og fik sit navn i en restaurant i Osaka. Retten blev hurtigt populær i hele Asien og kendes nu også i vestlige lande. Sammen med sukiyaki er shabu shabu et hyppig ret ved turiststeder, især i Tokyo, men også i japanske kvarterer i vestlige lande. Shabu shabu-restauranter har ofte en slags bar, hvor der til hver gæst er indbyggede gryder med opvarmet fond, som ingredienserne kan dyppes i og tages op af med spisepinde.